# هلند در المپیک تابستانی ۲۰۲۴
کاروان المپیکی هلند، یکی از کاروان‌های شرکت‌کننده در بازی‌های المپیک تابستانی ۲۰۲۴ بود. این دوره از بازی‌ها از ۲۶ ژوئیه تا ۱۱ اوت ۲۰۲۴ (۵ تا ۲۱ امرداد ۱۴۰۳ خورشیدی) به میزبانی پاریس، پایتخت فرانسه برگزار شد.
کاروان هلند به جز در المپیک ۱۹۰۴ به میزبانی سنت لوئیس و المپیک ۱۹۵۶ به میزبانی ملبورن ( به جز در بخش سوارکاری ) که به دلیل یورش ناگهانی شوروی به مجارستان از ادامه آن خودداری کردند، در تمامی ادوار المپیک حاضر بوده‌اند.
هلندی‌ها این دوره از بازی‌ها را با کسب ۳۴ مدال رنگارنگ شامل ۱۵ طلا، ۷ نقره و ۱۲ برنز به پایان رساندند. و در جایگاه ششم جدول مدال‌های المپیک ۲۰۲۴ قرار گرفتند.

آنها توانسته بودند در المپیک ۲۰۰۰ سیدنی ۱۲ مدال طلا کسب کنند و در این دوره با کسب ۱۵ مدال طلا، رکورد بیشترین مدال طلای کسب شده خود در ادوار المپیک را بشکنند.

## مدال‌آوران
| مدال | ورزشکار | ورزش             | رویداد                      | تاریخ    |
| ---- | --- | ---------------- | --------------------------- | -------- |
| طلا  | لنارت فن لیروپ فین فلورین تون ویتن کون متسماکرس | روئینگ           | اسکال چهارنفره مردان        | ۳۱ ژوئیه |
| طلا  | بنته بونسترا هرمینتیه درنت تینکا اوفرینس مارلوس اولدنبورخ | روئینگ           | کوکس چهارنفره زنان          | ۱ اوت    |
| طلا  | ایمکیه کلورینگ فرونیک میستر | روئینگ           | کوکس دونفره زنان            | ۲ اوت    |
| طلا  | اودیل فن آنهولت آنت دوتز | قایقرانی بادبانی | 49er FX زنان                | ۲ اوت    |
| طلا  | کارولین فلورین | روئینگ           | انفرادی دو پارو زنان        | ۳ اوت    |
| طلا  | ایسایا کلین ایکینک لیکه کلاور یوجین اومالا کاتلین پترس فمکه بول | دو و میدانی      | ۴ نفره امدادی ۴۰۰ متر مختلط | ۳ اوت    |
| طلا  | وورتی ده یونگ آروین اسلاختر یان دریسن دیمئو فن در هورست | بسکتبال          | بسکتبال ۳ نفره              | ۵ اوت    |
| طلا  | روی فان در برخ جفری هوخلاند هری لاورایسن | دوچرخه‌سواری      | سرعت تیمی مردان             | ۶ اوت    |
| طلا  | ماریت بومیستر | قایقرانی بادبانی | ILCA 6                      | ۷ اوت    |
| طلا  | شارون فن روندال | شنا              | ۱۰ کیلومتر آب‌های آزاد       | ۸ اوت    |
| طلا  | تیم ملی مردان هاکی روی چمن هلند - سوی فن آس لارس بالک کون بین پیرمین بلاک یوستن بلوک تیری برینکمان یوریت کرون تیس فن دام یوناس ده خئوس تیپ هودماکرس ییپ یانسن فلوریس میدندورپ یوپ ده مول تایمن رینخا دوکو تلخنکامپ درک ده ویلدر فلوریس وورتلبور | هاکی روی چمن     | مسابقات مردان               | ۸ اوت    |
| طلا  | هری لاورایسن | دوچرخه‌سواری      | سرعت مردان                  | ۹ اوت    |
| طلا  | تیم ملی زنان هاکی روی چمن هلند - فلیس آلبرس یوشه بورخ پین دیکه لونا فوکه ییبی ینسن سانه کولن رنی فن لارهوون فردریک ماتلا فریکه موس لاورا نونینک لیسا پوست پین ساندرس مارین فین آنه فنندال ماریا ورشور خان ده وارد                               | هاکی روی چمن     | مسابقات زنان                | ۹ اوت    |
| طلا  | سیفان حسن | دو و میدانی      | ماراتن زنان                 | ۱۱ اوت   |
| طلا  | هری لاورایسن | دوچرخه‌سواری      | کایرین مردان                | ۱۱ اوت   |
| نقره | لایلا یوسیفو بنته پاولیس روس ده یونگ تسا دولمانس | روئینگ           | چهارنفره دوپارو زنان        | ۳۱ ژوئیه |
| نقره | استف برونینک ملوین توئلار | روئینگ           | دونفره دوپارو مردان         | ۱ اوت    |
| نقره | منون فنسترا | دوچرخه‌سواری      | BMX زنان                    | ۲ اوت    |
| نقره | رالف رینکس اولاف مولنار ساندر ده خراف روبن کناب خرت-یان فن دورن یاکوب فن ده کرکهوف یان فن در بی میک ماکر دیوکه فتر (cox) | روئینگ           | هشت‌نفره مردان               | ۳ اوت    |
| نقره | ماریانه ووش | دوچرخه‌سواری      | سرعت جاده انفرادی زنان      | ۴ اوت    |
| نقره | هتی فن ده واو | دوچرخه‌سواری      | کایرین زنان                 | ۸ اوت    |
| نقره | لیسانا د ویته لیکه کلاور اولین سالبرخ میرته فن در اسخوت فمکه بول کاتلین پترس | دو و میدانی      | امدادی ۴ نفره ۴۰۰ متر زنان  | ۱۰ اوت   |
| برنز | کاسپار کورباو | شنا              | ۲۰۰ متر قورباغه مردان       | ۳۱ ژوئیه |
| برنز | تس اسخوتن | شنا              | ۲۰۰ متر قورباغه زنان        | ۱ اوت    |
| برنز | سیمون فن دورپ | روئینگ           | دوپارو انفرادی مردان        | ۳ اوت    |
| برنز | لوک فن اوپزلاند | قایقرانی بادبانی | IQFoil مردان                | ۳ اوت    |
| برنز | سیفان حسن | دو و میدانی      | ۵۰۰۰ متر زنان               | ۵ اوت    |
| برنز | مایکل ون در ولوتن | سوارکاری         | پرش انفرادی                 | ۶ اوت    |
| برنز | آنلوس لامرتس | قایقرانی بادبانی | کایت فرمول زنان             | ۸ اوت    |
| برنز | فمکه بول | دو و میدانی      | ۴۰۰ متر بامانع زنان         | ۸ اوت    |
| برنز | لیسا فن بل مایکه ون د دوین | دوچرخه‌سواری      | مدیسون زنان                 | ۹ اوت    |
| برنز | سیفان حسن | دو و میدانی      | ۱۰٬۰۰۰ متر زنان             | ۹ اوت    |
| برنز | تیم ملی واترپلو زنان هلند - Laura Aarts Nina ten Broek Sarah Buis Kitty-Lynn Joustra Maartje Keuning Simone van de Kraats Lola Moolhuijzen Bente Rogge Lieke Rogge Vivian Sevenich Brigitte Sleeking Sabrina van der Sloot Iris Wolves          | واترپلو          | مسابقات زنان                | ۱۰ اوت   |
| برنز | برخیه ده براور نورتیه ده براور | شنای موزون       | دوئت زنان                   | ۱۰ اوت   |

## شرکت‌کنندگان

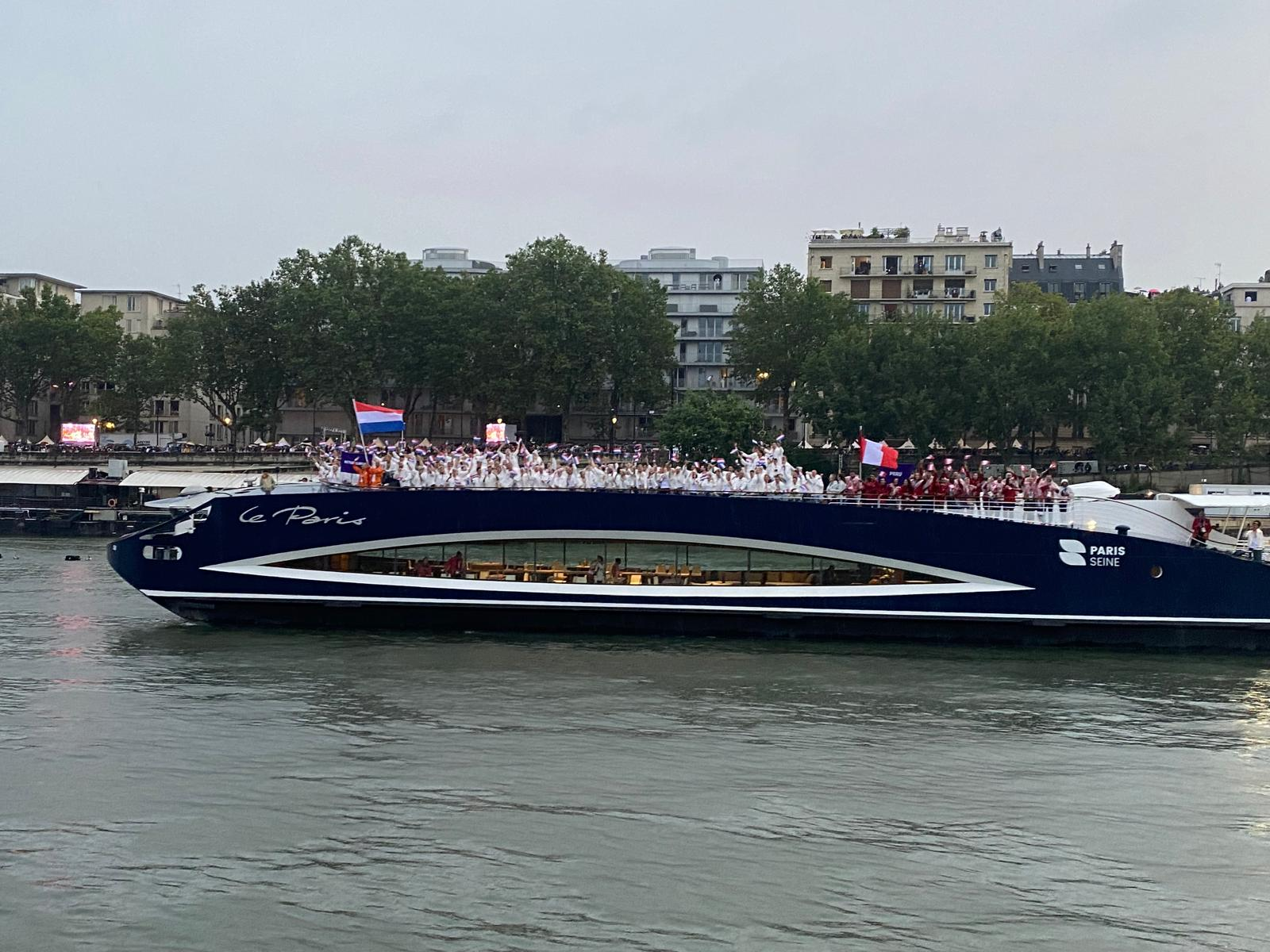
کاروان هلند در قایق لو پاریس در جریان رژه ملل.

در جدول زیر آمار نسبی اعضای این کاروان آورده شده است.
| ورزش              | مردان | زنان | کل  |
| ----------------- | ----- | ---- | --- |
| تیراندازی با کمان | ۱     | ۳    | ۴   |
| دو و میدانی       | ۰     | ۲    | ۲   |
| دو و میدانی       | ۱۷    | ۲۳   | ۴۰  |
| بدمینتون          | ۱     | ۱    | ۲   |
| بسکتبال           | ۴     | ۰    | ۴   |
| بوکس              | ۰     | ۱    | ۱   |
| رقص بریک          | ۲     | ۱    | ۳   |
| قایقرانی          | ۱     | ۴    | ۵   |
| دوچرخه‌سواری       | ۱۰    | ۱۴   | ۲۴  |
| شیرجه             | ۰     | ۱    | ۱   |
| سوارکاری          | ۴     | ۵    | ۹   |
| شمشیربازی         | ۱     | ۰    | ۱   |
| هاکی روی چمن      | ۱۷    | ۱۷   | ۳۴  |
| گلف               | ۰     | ۱    | ۱   |
| ژیمناستیک         | ۵     | ۵    | ۱۰  |
| هندبال            | ۰     | ۱۴   | ۱۴  |
| جودو              | ۵     | ۵    | ۱۰  |
| روئینگ            | ۱۹    | ۱۴   | ۳۳  |
| قایقرانی بادبانی  | ۵     | ۶    | ۱۱  |
| اسکیت‌بردینگ       | ۰     | ۲    | ۲   |
| شنا               | ۸     | ۱۲   | ۲۰  |
| تنیس روی میز      | ۰     | ۱    | ۱   |
| تنیس              | ۴     | ۲    | ۶   |
| سه‌گانه            | ۲     | ۲    | ۴   |
| والیبال           | ۴     | ۱۴   | ۱۸  |
| واترپلو           | ۰     | ۱۳   | ۱۳  |
| کل                | ۱۱۰   | ۱۶۳  | ۲۷۳ |